# Pink TV
Pink TV je francouzský televizní kanál, se sídlem ve městě Boulogne-Billancourt, který se zaměřuje na gay komunitu. Pink TV vysílá především pořady, seriály a filmy s LGBT tematikou. Televize zahájila vysílání 25. října 2004. Je přístupná ve většině francouzských kabelových sítích a v satelitních nabídkách. V Evropě se jedná o druhý nejstarší televizní kanál (po italské televizi GAY.tv) s touto tematikou. Kanál je placený, měsíční předplatné činí 9 €.

## Historie
Televize začala vysílat 25. října 2004 jako kabelový a satelitní kanál. Dne 12. března 2007 francouzská Rada pro rozhlasové a televizní vysílání (Conseil supérieur de l'audiovisuel) přijala změnu v televizním vysílání z důvodu špatných hospodářských výsledků. Vysílání mělo být rozděleno na dvě samostatné sekce. Denní program s obvyklou náplní (kulturní a zábavné pořady a informativní pořady o životě homosexuálů) a noční program vysílající pornografii. Nicméně tato změna nakonec nebyla provedena z důvodu navýšení kapitálu kanálu. Do společnosti majetkově vstoupily soukromé televize TF1 a Canal+. Od 4. září 2007 Pink TV vysílala jen dvě hodiny denně (od 22 hodin do půlnoci) a jednalo se pouze o reprízy předchozích pořadů. Od října 2008 se hospodaření společnosti zlepšilo, takže se kanál vrátil k původní skladbě programů (hrané a dokumentární filmy, seriály, zábavné a informativní pořady), ovšem doba vysílání zůstala i nadále jen na dvou hodinách denně.

## Název televize
Pink TV vedla o svůj název soudní spor s kanálem France 2 francouzské veřejnoprávní televize, který od 27. prosince 1999 do roku 2000 vysílal pořad s názvem Programme d' Information Non Konformiste (Program nekonformní informace).